# Yvonne Gilli

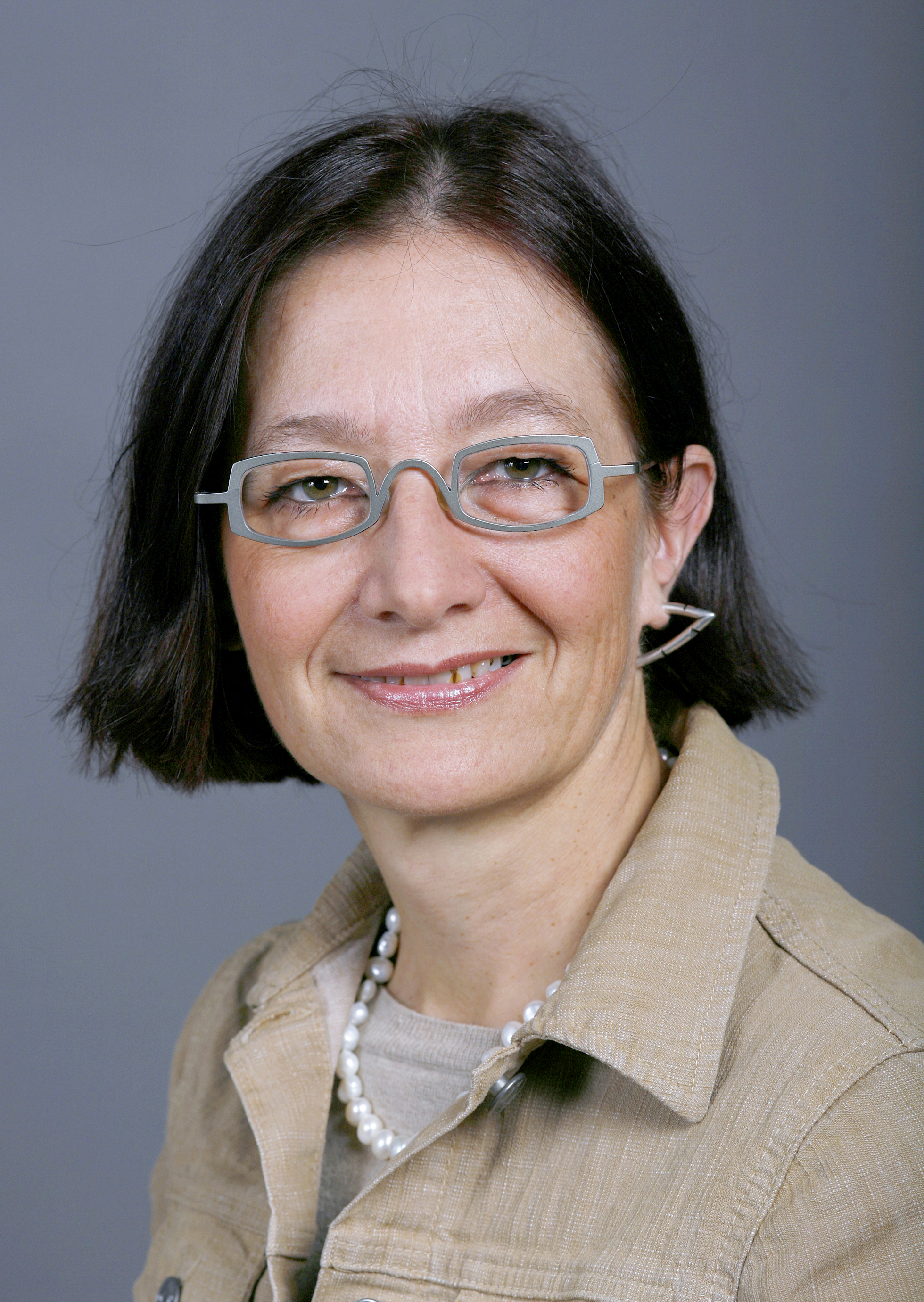
Yvonne Gilli (2007)

Yvonne Gilli, bürgerlich Yvonne Herta Gilli-Stocker (* 7. März 1957 in Baar; heimatberechtigt Neudorf LU), ist seit 1. Februar 2021 Präsidentin der Verbindung der Schweizer Ärztinnen und Ärzte (FMH). Zuvor war sie als Politikerin (Grüne) aktiv.

## Biografie
Yvonne Gilli absolvierte nach der obligatorischen Schulzeit eine dreijährige Ausbildung als Pflegefachfrau. Anschliessend holte sie die Matura auf dem zweiten Bildungsweg nach und studierte danach Medizin. Parallel zum Studium bildete sie sich in klassischer Homöopathie und Traditioneller Chinesischer Medizin weiter. Seit 1996 arbeitet sie in ihrer eigenen Praxis als Fachärztin für Gynäkologie und bietet zusätzlich Komplementärmedizin an.
Gilli ist seit 2000 Mitglied bei den Grünen des Kantons St. Gallen und sass von 2000 bis 2005 im Gemeinderat der Stadt Wil. Von 2004 bis 2007 war sie Kantonsrätin in St. Gallen und von den Wahlen vom 21. Oktober 2007 bis zu den Schweizer Parlamentswahlen 2015 Mitglied im Nationalrat.
Von 2016 bis 2020 war Gilli Mitglied im Zentralvorstand der Verbindung der Schweizer Ärztinnen und Ärzte (FMH) und dort zuständig fürs Dossier «Digitalisierung». 2020 wurde sie als erste Frau zur Präsidentin der FMH gewählt, ihr Amt trat sie am 1. Februar 2021 an und löste Jürg Schlup ab, der nicht mehr zur Wiederwahl antrat.
Sie ist verheiratet, hat drei Kinder und wohnt in Wil. 